# 江铸久
江铸久（1962年2月17日—），中国著名职业围棋棋手，祖籍山东济宁，出生于山西太原，现与妻子芮迺伟同为中国棋院职业九段、韩国棋院客座九段。因其咄咄逼人的棋风，获绰号“拼命三郎”。

## 生平
江出生于一个围棋世家，6岁即开始学习围棋，其大哥江鸣久为围棋职业七段高手。1982年被中国围棋协会定为五段。1983年进入Go Ratings等级分世界排名前十。1984年，江在第一届中日围棋擂台赛上连胜依田纪基、小林觉、淡路修三、片冈聪和石田章五位日本棋手，成为中国首位擂台英雄，被破格晋升为八段，1987年晋升为九段。1988年击败超一流棋手武宫正树打入首届应氏杯世界职业围棋锦标赛八强，1989年取得全国围棋个人赛亚军，同年连胜曹大元九段、方天丰八段、芮迺伟九段、钱宇平九段、成为第三届中国围棋天元战挑战者。
1990年，江的恋人芮迺伟因为三峽事件被迫离开中国赴日本拜入吴清源门下，8月，江铸久因为赴日本的请求被中国围棋协会拒绝，转而以私人身份赴美国留学，其后与芮迺伟团聚于美国，两人于1992年结婚。1995-2002年期间战胜芮迺伟、麦克·雷蒙、车敏洙等人连续八届蝉联北美围棋大师赛冠军。1996年以美国棋院身份入首届LG杯世界棋王战，连胜柳时熏、陈临新，闯入八强。随后负于“玉面杀手”刘昌赫九段。
1998年，夫妻協助数学计算机学家埃爾溫·伯利坎普研究量化官子，參與數學卡片棋比賽。
1999年，江芮二人被韩国棋院接纳为客座棋手。2003以2-0击败芮迺伟获麦馨杯九段最强战冠军。
2011年，江铸久与芮迺伟一同回归中国棋院。两人是围棋界第一对“十八段夫妇”。

## 註解
1. ↑  .   [2012-12-23]. （原始内容存档于2016-03-25）.
2. ↑  贾知若. . 人民网. 2011-12-01  [2020-04-24] （中文（中国大陆））.[]